# Мельсетьєво
Мельсе́тьєво (рос. Мельсетьево, ерз. Мельцидьвеле) — село у складі Теньгушевського району Мордовії, Росія. Входить до складу Куликовського сільського поселення.
Населення — 180 осіб (2010; 238 у 2002).
Національний склад (станом на 2002 рік):
- мордва — 75 %